# Eosentomon macronyx
Eosentomon macronyx är en urinsektsart som beskrevs av Sören Ludvig Paul Tuxen 1986. Eosentomon macronyx ingår i släktet Eosentomon och familjen trakétrevfotingar. Inga underarter finns listade i Catalogue of Life.